# Melocactus azureus
Melocactus azureus es una especie fanerógama perteneciente a la familia de las Cactaceae. 

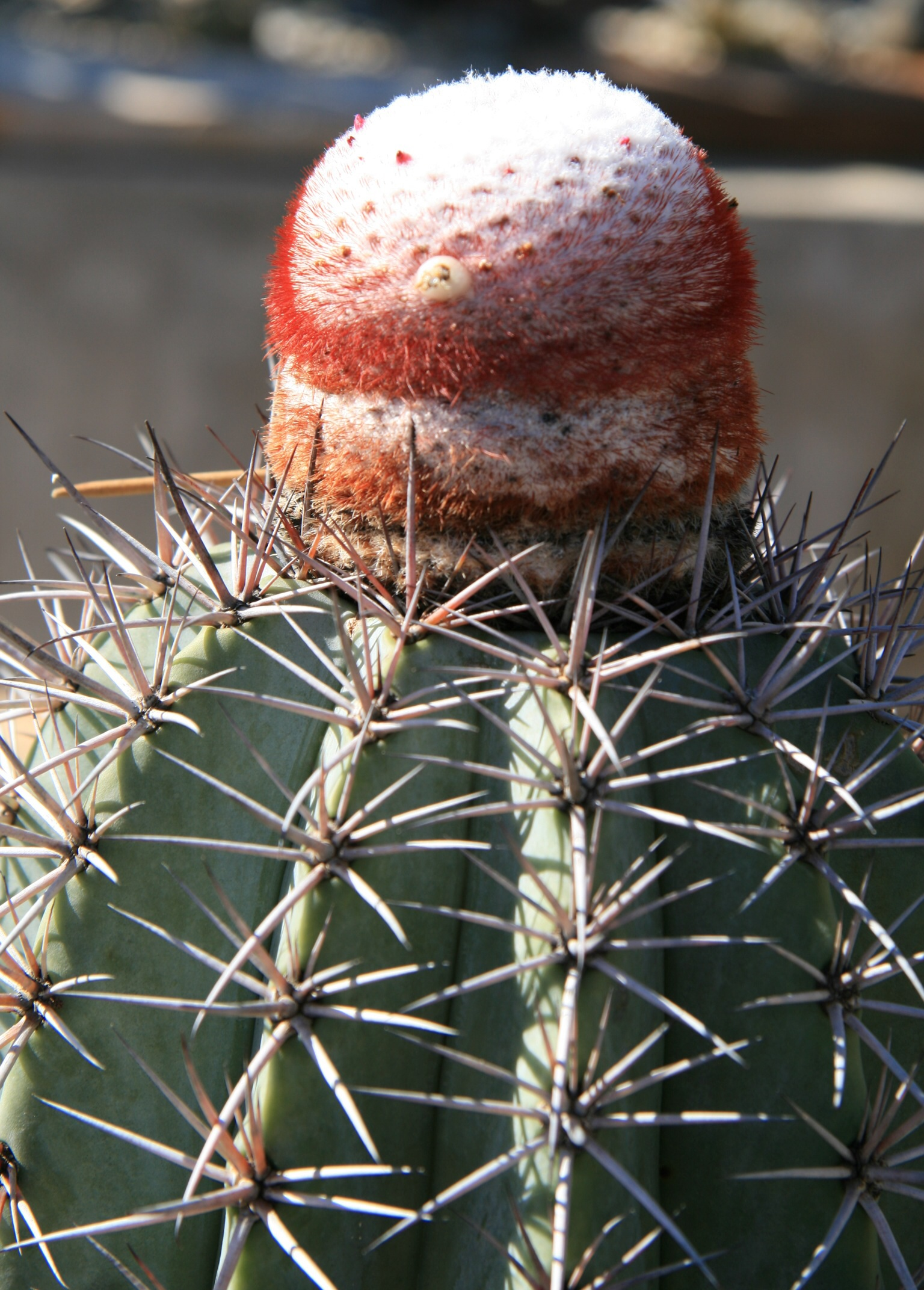
Vista de la planta

## Descripción
Melocactus azureus es de color verde oscuro a gris-verde, a veces glauco, con cuerpo casi esféricos o cilíndricos que alcanzan un tamaño  de 13 a 45 centímetros de altura y un diámetro y de 14 a 19 centímetros. Tiene 9-10 costillas triangulares. Las espinas son de color negro a rojo y gris. Con 1 a 4 espinas centrales que son ligeramente curvadas a rectas y 7 a 11 espinas radiales. El cefalio es  de color marrón rojizo o blanco y  crece hasta 12 cm y alcanza un diámetro de 7 a 9 centímetros. Las flores de color magenta o rosa, de 1,9 a 2,3 cm de largo y  un diámetro de 0,8 a 1,15 cm. Los frutos son de color rosa pálido o blanco, a veces largos de hasta 1,7 centímetros.

## Distribución
Es endémica del sudeste de Bahía en Brasil donde se encuentra en las áreas rocosas y áridos desiertos. Está tratada en peligro de extinción por pérdida de hábitat.

## Taxonomía
Melocactus azureus fue descrita por Buining & Brederoo y publicado en Kakteen und andere Sukkulenten 22: 101. 1971.
Etimología
Melocactus: nombre genérico, utilizado por primera vez por Tournefort, proviene del latín melo, abreviación de melopepo (término con que Plinio el Viejo designaba al melón). Se distingue de las demás cactáceas cilíndricas por tener un cefalio o gorro rojo, razón por la que los primeros españoles que llegaron a Sudamérica le llamaban "gorro turco".
azureus: epíteto latino que significa "de color azul".
Sinonimia
- Melocactus azureus var. krainzianus (Buining & Brederoo) P.J. Braun
- Melocactus krainzianus Buining & Brederoo[4]
- Melocactus ferreophilius,
- Melocactus krainzianus[5]